# Milena Zahrynowská
Milena Zahrynowská (ur. 10 listopada 1941 w Pradze, zm. 5 grudnia 1986 tamże) – czeska aktorka i wokalistka. 
Studiowała taniec, dyrygenturę i kompozycję w praskim konserwatorium, a następnie od 1963 pracowała jako aktorka i wokalistka w Teatrze Muzycznym w Karlínie oraz w praskich teatrach Na Fidlovačce i Semafor.

## Wybrana filmografia
- 1960: Dwie twarze agenta K (Smyk) jako tancerka w barze
- 1964: Lemoniadowy Joe (Limonádový Joe aneb Koňská opera) jako tancerka
- 1965: Gdyby tysiąc klarnetów (Kdyby tisíc klarinetů) jako tancerka
- 1966: Zbrodnia w żeńskiej szkole (Zločin v dívčí škole) jako Ester Nakoncová
- 1969: Praskie noce (Pražské noci) jako recepcjonistka w hotelu
- 1972: Pan Tau (Pan Tau) jako matka (2 odcinki serialu)
- 1970: Przypadek dla początkującego kata (Případ pro začínajícího kata) jako Dominika